# Camila Grey
Camila Grey, née Camila Cristinna Gutierrez le 6 janvier 1979 à Dallas, au Texas, est une musicienne américaine. Elle joue présentement dans le groupe Uh Huh Her.

## Biographie
Elle a grandi à Austin avant de déménager à Los Angeles, en Californie, afin de poursuivre une carrière musicale.
Cette chanteuse, productrice et multi-instrumentiste a travaillé avec des personnalités connues telles que Dr. Dre, Melissa Auf der Maur, Busta Rhymes, Adam Lambert et Kelly Osbourne. Elle a fait partie du groupe de musique rock lo-fi Mellowdrone de 2005 à 2006, avant de rencontrer, en 2006, Leisha Hailey.
Ensemble, accompagnées d'Alicia Warrington, elles ont créé le groupe de musique Uh Huh Her, nommé selon le titre d'Uh Huh Her, un album de PJ Harvey.

### Vie privée
En 2011, la relation amoureuse de Camila Grey avec Leisha Hailey, sa camarade de travail dans le groupe  Uh Huh Her est devenue publique après que toutes les deux se soient faites expulser d'un vol des Southwest Airlines pour s’être embrassées.